# Пляска Драконов
Пляска Драконов или Танец Драконов — война, которая шла в вымышленном мире, изображённом в серии книг Джорджа Мартина «Песнь льда и огня», а также в сериале «Дом Дракона». Её вели единокровные брат и сестра Рейенира и Эйегон Таргариены, претендовавшие на Железный трон и Семь Королевств; характерной особенностью конфликта стало использование обеими сторонами драконов.

## Предыстория
Основы конфликта были заложены в правление короля Вестероса Визериса I. В первом браке с Эйеммой Аррен у монарха родилась только одна дочь, Рейенира, и именно её он сделал официальной наследницей. Однако позже Визерис женился во второй раз, на дочери десницы Отто Алисент Хайтауэр, и та начала рожать ему сыновей. Традиционное андальское право предполагало наследование престола по мужской линии, а потому многие лорды были уверены, что престол должен перейти к сыну Алисент принцу Эйегону Старшему; однако Визерис так и не изменил своё завещание.
Ещё при жизни короля его двор разделился на две партии — сторонников Рейениры и Алисент («чёрных» и «зелёных» соответственно — по цветам платьев принцессы и королевы). Визерис отослал дочь на Драконий Камень, в родовое владение Таргариенов, но этим сыграл на руку её врагам: оставшемуся в Королевской Гавани Эйегону было намного легче захватить престол в решающий момент.
Так и произошло. Когда Визерис умер от болезни, экстренно собравшийся Королевский совет решил признать королём Эйегона; против высказался только мастер над монетой лорд Лиман Бисбери, который тут же был убит командующим Королевской гвардией Кристоном Колем. Рейенира, узнав об этом, провела на Драконьем Камне собственную коронацию. Начался конфликт, который охватил весь континент.

## Ход войны
Оба претендента на престол старались склонить на свою сторону лордов Вестероса. Рейениру поддержали её второй муж бывший командующий столичной стражей и Король Ступеней Дейемон Таргариен (брат Визериса I), отец первого мужа лорд Дрифтмарка Корлис Веларион, командовавший огромным флотом, а также правившие Севером Старки, Аррены из Долины, Грейджои, многие лорды Простора, большинство лордов Речных земель во главе с Талли. Тиреллы заняли нейтральную позицию, Ланнистеры и Баратеоны встали на сторону Эйегона. Сын Рейениры Люцерис Веларион прилетел в Штормовой Предел, чтобы заключить союз с лордом Борросом Баратеоном, но встретился там с младшим братом Эйегона Эйемондом Циклопом и погиб в схватке. Это привело к ожесточению обеих сторон. Нанятые любовницей Дейемона куртизанкой Мисарией люди проникли в Красный замок и убили одного из сыновей Эйегона II на глазах у его матери Хелейны и бабки Алисенты.
В последующие годы боевые действия с переменным успехом шли в Речных землях и Просторе. Триархия вмешалась в войну на стороне Эйегона Второго. В боях принимали участие и представители королевской династии верхом на своих драконах. В сражении возле Грачиного Приюта погибла жена Корлиса Велариона Рейенис Таргариен, причём король Эйегон получил множественные раны и ожоги. В Харренхолле сложил голову принц—регент Эйемонд. Рейенире удалось занять столицу и взойти на Железный трон, а заодно и отправить на плаху Отто Хайтауэра. Но жители города вскоре восстали, будучи недовольными повышением налогов и казнями, и после убийства нескольких драконов избрали собственных королей. Рейенира сбежала на Драконий Камень, не зная, что данная островная крепость тогда была захвачена королём. Эйегон Второй отдал оказавшуюся в плену свою сестру — соперницу Рейениру на растерзание собственному дракону.
Война на этом не закончилась, хотя Корлис Веларион перешёл на сторону «зелёных». Лорды Трезубца разгромили ранее занявшую Королевскую Гавань армию лорда Борроса Баратеона и двинулись на столицу. Советники Эйегона предложили ему сдаться, а получив отказ, отравили его. Новым королём стал малолетний сын Рейениры Эйегон Младший. Это не стало безусловной победой «чёрных»: нового монарха женили на дочери Эйегона II, регентский совет при нём сформировали из представителей обеих противоборствующих партий, а лорд Винтерфелла Криган Старк казнил после суда убийц прежнего короля. Таким образом, Пляска Драконов закончилась компромиссом.

## В современной культуре
Пляска Драконов упоминается в романах Джорджа Мартина из основной части цикла «Песнь льда и огня». Более подробный рассказ о ней появился позже, в псевдохрониках «Мир льда и пламени» и «Пламя и кровь». «Пляска» стала основой сюжета сериала «Дом Дракона».
Сам Мартин назвал историческим прообразом Пляски Драконов гражданскую войну в Англии 1135—1154 годов, когда права на престол Матильды, завещанные ей отцом Генрихом I Боклерком, были оспорены двоюродным братом принцессы Стефаном. Последний обосновывал свои претензии в основном тем, что он — мужчина.
Исследователи творчества Мартина отмечают, что Пляска Драконов по своим масштабам и драматизму превосходит Войну Пяти Королей, изображённую в романах писателя и в телесериале «Игра престолов».